# Yolaine de La Bigne
Yolaine de La Bigne, née le 26 décembre 1957 à Paris, est une journaliste française de presse écrite et de radio. Elle est l'auteur de plusieurs livres.

## Biographie

### Débuts professionnels
Après une licence d’histoire de l'art à l'université Paris X-Nanterre en 1978, Yolaine de La Bigne débute comme pigiste pour de nombreuses publications comme Le Parisien libéré, Le Figaro Magazine, 20 ans, L'Express Paris, Jonas.
Elle commence son activité radio à Radio7 puis 95,2 puis devient chroniqueuse sur France Inter, RTL, France Info et Europe 1. Puis elle présente Quelle époque épique sur France Info de 1987 à 2001, date à laquelle elle est remerciée par la radio publique.
À la télévision, elle présente le magazine Conséquences chaque jeudi soir en compagnie de Stéphane Paoli à partir du 17 avril 1991 sur La Cinq.
Elle crée et présente avec Stéphane Plassier le magazine Si ça vous change du 25 avril 1992 sur Antenne 2.
Elle est « la voix » de Canal+ qui annonce les programmes, et commente les reportages d’Ushuaïa sur TF1 (1989-1993).
En 1994, elle s’installe à la campagne, dans les Côtes-d'Armor et y crée avec son mari, l’architecte-paysagiste Régis Guignard, le Festival des Jardins de l’Ouest (1997-1999) : une expo-vente de plantes d’horticulteurs-obtenteurs. 
Yolaine de La Bigne devient ensuite rédactrice en chef de Femmeonline.fr (2000), le premier moteur de recherche féminin en Europe. 
À partir de septembre 2002, elle intervient dans des conférences auprès de chefs d’entreprise pour l’APM (Association progrès du management) sur le thème « Les tendances, simple mode ou outil stratégique ? » La même année, elle reçoit le prix Terre de Femme de la fondation Yves Rocher, pour avoir replanté, autour de sa maison, des kilomètres de haies bocagères avec son mari. 
De 2002 à 2005, elle est rédactrice en chef du magazine féminin Atmosphères. Elle crée et dirige ensuite le portail féminin teva.fr pour M6 Web (2008-2009).

### Néoplanète, le regard positif sur la planète
En 2007, elle fonde l’agence de presse Kel Epok Epik et publie le magazine gratuit Néoplanète consacré à l’environnement, puis crée le site neoplanete.fr (2008) et la webradio Neoplanète (2009), qui diffuse chaque jour des informations liées au développement durable, des news conso, des vidéos, des reportages… À partir de septembre 2009, Neoplanète propose de nombreuses chroniques sur l’environnement et des interviews de personnalités engagées pour la planète. Le magazine paraît jusqu'en 2014.

### Retour à Europe 1 puis arrivée sur Sud Radio
Du 27 août 2012 au 11 juillet 2014, Yolaine de La Bigne anime du lundi au vendredi des chroniques sur Europe 1 puis son temps d'antenne se réduit et elle se consacre à la mise en place de la première université d'été de l'animal (2016). Parallèlement elle rejoint Sud Radio pour assurer la quotidienne matinale Les petits bonheurs de Yolaine.
En 2024 elle tient une chronique sur RTL dans RTL Matins.

## Engagement pour la cause environnementale
Déjà sensibilisée à la nature grâce à ses collaborations avec Nicolas Hulot pour l’émission Ushuaïa, elle y prend réellement conscience de l’urgence d’agir et se lance dans diverses actions pour défendre l’environnement : replanter des haies bocagères, tenir la page « Ecolo-J » dans le magazine Jonas (2001), écrire des chroniques radio « Les bonnes nouvelles de l’environnement » pour Nature et Découvertes diffusées sur une centaine de radio-locales (2006), créer la Fêt Nat’ (dès 2006 : fête de la nature et de l’écologie sur Paris avec défilés de mode, ateliers de recyclage, spectacle…), un événement qui lui vaut d'être Femme en or 2008…  Elle publie L’Agenda vert 2009 chez Arthaud et lance en 2007 le premier gratuit sur l’environnement, Néoplanète (qui paraît jusqu'en 2014), avec un site et une web-radio,.
Elle fonde en août 2016 l'Université d'été de l'animal, qui a pour objectif de réunir chaque année les meilleurs spécialistes de l'intelligence animale et de communiquer leurs découvertes au grand public. Cet évènement est rebaptisé « Les rencontres des intelligences animales ».
En 2018, elle crée Le Journée mondiale des intelligences animales au parc animalier de Thoiry, puis dès l'année suivante à la Cité des sciences et de l'industrie à Paris

## Publications
- Quelle époque épique, éditions Hors Collection, 1993
- Une Française dans l’espace, avec Claudie André-Deshays, Plon, 1996
- Valtesse de La Bigne ou le pouvoir et la volupté, avec la collaboration de Bertrand de La Bigne, Éditions Perrin, 1999
- L’Homme désir, enquête au pays des séducteurs, Éditions Anne Carrière, 2002
- Le Dico du bonheur au féminin avec Sophie Davant, Éditions Mango, 2007
- L’Agenda vert, Flammarion, 2008
- Le bon sens, c’est le bonheur !, La Martinière, 2010
- Sois belle et bats-toi !, La Martinière, 2012
- L'animal est-il l'avenir de l'homme ? L'intelligence animale par les plus grands experts (dir. d'ouvrage), Éditions Larousse, 2017[9]
- Les Secrets de l'intelligence animale, Éditions Larousse, 2018. Prix Fernand Méry[10]
- Les Intelligences animales, collectif, sous la direction de Yolaine de La Bigne, préface du Dr Thierry Bedossa, Éditions Eugen Ulmer, 2019
- Les 12 sagesses des animaux,  Leduc Editions, 2019
- Les Intelligences animales - 2021, collectif, sous la direction de Yolaine de La Bigne, préface du Dr Thierry Bedossa, Éditions Health Media, 2021
- Mon année zéro souffrance animale, Éditions Leduc, 2021[11]
- L'animal médecin : Les secrets du soin chez les animaux, ouvrage collectif, (Poche), Paris, Litos, 2025, 288 p. (ISBN 978-2-38506-116-6, présentation en ligne)
- L'animal parent, la parentalité chez les animaux, ouvrage collectif (Editions Alisio sciences)
- L'animal féministe, genre, consentement, pouvoir.... la puissance des femelles dans les sociétés animales, ouvrage collectif. Préface Jane Goodall. (Editions Alisio sciences)